# Ondata di caldo del settembre 1946
L'ondata di caldo del settembre 1946 è stato un evento meteorologico che ha interessato nella prima decade del mese di settembre del 1946 le regioni centrali e meridionali della penisola italiana, gran parte della Sardegna e della Sicilia e una vasta area della penisola balcanica. I maggiori effetti si ebbero tra il giorno 5 e il giorno 9, quando si raggiunsero diffusamente temperature massime nettamente al di sopra delle medie del periodo; l'evento risulta alquanto rilevante sia perché verificatosi nell'autunno meteorologico che per aver bissato un'altrettanto intensa ondata di calore che nei giorni a cavallo tra la seconda e la terza decade di agosto aveva interessato le medesime aree.

## Descrizione
L'origine dell'ondata di calore va ricercata in una profondissima area di bassa pressione che si formò il 3 settembre in prossimità delle isole britanniche, con minimo di 990 hPa a ovest dell'Irlanda, la cui azione portò alla discesa di aria fresca verso l'Oceano Atlantico portoghese, dove la saccatura determinò l'innesco di correnti sud-occidentali annesse ad una massa d'aria molto calda associata ad elevate altezze di geopotenziale, la cui azione proseguì fino al giorno 10 sull'Europa sud-orientale.
In Italia il picco più elevato tra le stazioni ufficiali del Servizio Meteorologico dell'Aeronautica Militare fu raggiunto a Foggia con una temperatura massima di +45,5 °C, valore che costituisce ancora il record di caldo assoluto per la suddetta stazione aeroportuale. Un altro record di temperatura massima assoluta venne registrato durante la medesima ondata di calore anche dalla stazione meteorologica di Potenza con +38,2 °C. Tra i vari record di temperatura massima mensile di settembre che resistono ancora spiccano su tutti i +41,2 °C registrati dalla stazione meteorologica di Palermo Boccadifalco e i +40,0 °C raggiunti dalla stazione meteorologica di Roma Ciampino. Notevoli furono anche i +39,6 °C toccati all'aeroporto di Brindisi Casale e i +39,0 °C che furono raggiunti dalla stazione meteorologica di Cagliari Elmas, dalla stazione meteorologica di Termoli e dalla stazione meteorologica di Santa Maria di Leuca. Altri record di temperatura massima mensile furono raggiunti dalla stazione meteorologica di Cozzo Spadaro con +38,0 °C, dalla stazione meteorologica di Napoli Capodichino con +37,6 °C, dalla stazione meteorologica di Enna con +37,4 °C, dalla stazione meteorologica di Capo Carbonara e dalla stazione meteorologica di Latronico con +37,0 °C e infine dalla stazione meteorologica di Ustica con +36,8 °C
Nella penisola balcanica furono raggiunti i +41,8 °C all'osservatorio meteorologico di Belgrado e i +37,7 °C all'osservatorio meteorologico di Sarajevo.